# Phare de Seley
Le phare de Seley est un phare situé sur l'île de Seley dans la région d'Austurland. Il s'agit du phare le plus oriental d'Islande.